# Джошкун, Исмаил Альпер
Исмаил Альпер Джошкун (тур. İsmail Alper Coşkun; род. 1966, Анкара) — турецкий дипломат, Чрезвычайный и Полномочный посол Турции в Азербайджане (16 сентября 2012 — 7 октября 2016), представитель Турции при ООН.

## Биография
Альпер Джошкун родился в 1966 г в Анкаре, Турция.  Получил степень бакалавра в Босфорском университете и степень магистра в области государственного управления и политики в Университете Сент-Джонса в США.
Занимал различные должности в Министерстве иностранных дел Турции. Женат, имеет двоих детей.

## Карьера
Альпер Джошкун начал работать в Министерстве иностранных дел Турции в 1988 году. Занимал должности второго и третьего секретарей в посольстве России, второго секретаря и генерального секретаря в посольстве Турции в Афинах. Впоследствии занимал ряд должностей в Министерстве иностранных дел Турции.
В 2001 г — назначен представителем Турции при ООН.
В 2005 г — заместитель постоянного представителя в миссии Турции при НАТО.
В 2010 году Альпер Джошкун назначен начальником отдела в миссии НАТО, а затем заместителем начальника Главного управления безопасности и разведки. Преподавал в Колледже обороны НАТО в Риме.
С 2012 по 2016 г — посол Турции в Азербайджане, где руководил одной из самых активных и крупных дипломатических миссий Турции с широким межведомственным составом.
С 2016 по 2019 г занимал должность генерального директора по вопросам международной безопасности Министерства иностранных дел Турции.
Альпер Джошкун, проработавший в Министерстве иностранных дел Турции 32 года, вышел на пенсию в июле 2021 года. С октября 2021 г возглавляет проект «Турция и мир» в рамках Европейской программы вашингтонского офиса Фонда Карнеги за международный мир (CEIP). Его исследования, посвященные Турции, сосредоточены на внешней политике Турции, в частности, на отношениях с США и Европой.